# Тудор, Игор
И́гор Ту́дор (хорв. Igor Tudor; род. 16 апреля 1978[…], Сплит, СР Хорватия, Югославия) — хорватский футболист, защитник. С 1997 по 2006 год выступал в составе национальной сборной Хорватии, обладатель бронзовых медалей чемпионата мира 1998 года. Главный тренер итальянского клуба «Ювентус».

## Игровая карьера
Воспитанник клуба «Хайдук» (Сплит). Большую часть карьеры провёл в чемпионате Италии, где выступал за туринский «Ювентус».
Из-за травмы пропустил чемпионат мира 2002 года.
В 2007 году вернулся на родину и вновь защищал цвета «Хайдука». 22 июля 2008 года принял решение об окончании игровой карьеры.

## Тренерская карьера
В апреле 2013 года Тудор стал главным тренером «Хайдука». 4 февраля 2015 года он покинул эту должность.
18 июня 2015 года Тудор был представлен в качестве нового менеджера ПАОК, подписав с командой трёхлетний контракт. Из греческой команды он был уволен 9 марта 2016 года из-за неудовлетворительных результатов команды.
18 июня 2016 года стал новым менеджером «Карабюкспора», подписав однолетний контракт.
15 февраля 2017 года Тудор возглавил «Галатасарай». С турками он подписал контракт на полтора года. 18 декабря того же года был уволен.
24 апреля 2018 года Тудор стал тренером итальянского клуба «Удинезе». Контракт подписан до конца сезона 2018/19. 20 марта 2019 года возвращён на пост главного тренера «Удинезе». 1 ноября 2019 года отправлен в отставку. 20 декабря 2019 года «Удинезе» расторг контракт с Тудором и его помощником Юрицей Вучко.
23 декабря 2019 года назначен главным тренером «Хайдука». Контракт подписан до лета 2022 года.
14 сентября 2021 года назначен главным тренером итальянского клуба «Эллас Верона». Контракт подписан до конца сезона 2021/22.
В июле 2022 года возглавил марсельский «Олимпик».
В марте 2024 года стал тренером римского «Лацио».
Через год, 23 марта 2025 года, вернулся в чемпионат Италии, возглавив «Ювентус». В первом же матче под его руководством команда одержала победу над «Дженоа» 1:0.

## Достижения

### В качестве игрока
Ювентус
- Чемпион Италии: 2002, 2003, 2005 (лишён титула 2005 года в связи с коррупционным скандалом в Серии А)
- Победитель Серии Б: 2006/07
- Обладатель Суперкубка Италии: 2002, 2003
- Финалист Кубка Италии: 2002, 2004
- Финалист Лиги чемпионов: 2003
- Победитель Кубка Интертото: 1999

Сборная Хорватии
- Бронзовый призёр чемпионата мира 1998

### В качестве тренера
Хайдук (Сплит)
- Обладатель Кубка Хорватии: 2012/13

### Личные
- Лучший футболист Хорватии: 2001